# Свіргун Сергій Миколайович
Сергі́й Микола́йович Свіргу́н (нар. 19 вересня 1970, Українська РСР) — український футболіст, півзахисник. Виступав за ряд українських клубів з Миколаївської та Одеської областей, зокрема, у Вищій лізі за «Евіс», а також за російські нижчолігові «Динамо» (Якутськ) та «Металург» (Красноярськ).

## Біографія
Вихованець українського футболу. Першими клубами, в яких виступав Сергій, були «Нива» (Нечаяне) та «Олімпія» (Южноукраїнськ), за які він грав у 1991 році в аматорських змаганнях.
У 1992 році перейшов до професіонального клубу «Евіс» з Миколаєва, у складі якого зіграв свій перший і єдиний матч у вищій лізі: 6 червня він провів 33 хвилини у виїзному матчі проти одеського «Чорноморця». З Миколаєва Свіргун повернувся до Южноукраїнська, де продовжував виступати за місцеву «Олімпію».
У 1993 році переїхав до Росії, де грав за якутське «Динамо» спочатку в першій, а потім у другій лізі. У міжсезоння 1993/94 і 1994/95 повертався до України, де грав на аматорському рівні за «Олімпію ФК АЕС» (Южноукраїнськ).
Взимку 1995 року Свіргун перейшов до першолігового СК «Одеса», в якому провів рік. У зимову перерву 1995/96 знову повернувся до «Олімпії ФК АЕС», яка на той час вже вийшла до другої ліги. Другу половину 1996 року провів у Росії, де грав за «Металург» (Красноярськ), але після осінньої половини сезону повернувся на Миколаївщину, де на початку 1997 року грав за аматорський СК «Первомайськ». Влітку 1997 року перейшов до друголігового «СКА-Лотто» з Одеси, але знову залишив команду після половини сезону.
Взимку 1998 року Свіргун став гравцем аматорського овідіопольського «Дністра», у складі якого він закріпився на тривалий час. З 1998 по 2003 роки із «Дністром» Сергій пройшов шлях від чемпіонату області до другої ліги. У складі «Дністра» Сергій здобув титул чемпіона України серед аматорів 1999 року та ввійшов в історію як найкращий бомбардир «Дністра» в аматорських кубках України. Також грав за «Дністер» у Кубку регіонів УЄФА сезону 2000/01, де провів 3 матчі і відзначився забитим м'ячем. У 2001 році був визнаний гравцем року «Дністра» У літнє міжсезоння 2003 року залишив овідіопольську команду, бо планував перейти до іншого клубу.
Завершував кар'єру в одеських аматорських клубах «Локомотив» (перейменований на «Локомотив-Дружба народів», 2003—2005) та «Реал Фарм» (2006, перемога в чемпіонаті міста).
Закінчив Одеський державний екологічний університет. Після завершення кар'єри працював провідником пасажирських потягів, інженером-землевпорядником, торговим представником і водієм. Паралельно виступав у турнірах серед ветеранів, вигравав чемпіонат області з ветеранами овідіопольського «Дністра».